# غاشادوكورو
غاشادوكورو (باليابانية: がしゃ髑髏، بالروماجي: Gashadokuro) وتعني حرفياً «الهيكل العظمي الجائع»، كائن يوكاي أسطوري في الفلكلور الياباني الشعبي، يظهر على شكل نصف هيكل عظمي أو هيكل عظمي كامل لإنسان عملاق يصطاد البشر ويقتلهم، يسبق ظهوره صوت طقطقة عالية.

## الوصف
غاشادوكورو بشكل عام نوع من اليوكاي على هيئة هيكل عظمي بشري عملاق يمكن أن يصل طوله إلى 15 ضعف معدل طول الإنسان العادي البالغ، وحسب ما يذكر عنه فإنه ينشأ من تجمع عظام الأشخاص الذين ماتو جوعاً أو جثث من قتلوا أثناء الحروب ولم يحصلوا على طقوس جنائزية مناسبة، تحركه أرواح هؤلاء الموتى الساخطة على البشر الأحياء، يتجول هذا اليوكاي بعد منتصف الليل، وعند الهجوم يخرج فجأةً من تحت الأرض لينقض على المسافرين الوحيدين يمسكهم ويحطمهم بيده ثم يقضم رؤوسهم، لكن يذكر بأن قبيل تعرض الاشخاص للهجوم يسمعون أصوات «طقطقة أسنان وعظام عالية» تعتبر دليل على اقترابه منهم.
لا يمكن بأي حال قتل هذا الوحش، سيبقى يظهر ويهاجم حتى تنفذ طاقة الحقد للأرواح التي تحركه.

## في الثقافة الحديثة
ظهر غاشادوكورو كيوكاي في الأعمال المطبوعة لأول مرة في النصف الثاني من القرن العشرين من قبل مؤلفي مجلات شونين بين عامي 1960-1970 وفي الموسوعات المصورة لوحوش اليوكاي. أيضاً ظهر في «أعمال شيغياكي ياماوتشي الكاملة امور غريبة حول العالم الجزء الثاني: وحوش العالم» (صدر عن دار أكيتا شوتين، عام 1968) والذي جمع فيه مقالات حول وحوش اليوكاي بقلم سايتو ريوكو [الإنجليزية]. وفي الفترة الزمنية نفسها، تناول هذا الموضوع المؤلفان شيغيرو ميزوكي وساتو أريبومي في اعمالهما، حتى أصبحت أسطورة غاشادوكورو مشهورة على نطاق واسع في ثمانينات القرن العشرين.
الرسوم التي إستخدمها كل من ساتو أريبومي في «الموسوعة المصورة لليوكاي الياباني لعام 1972» وشيغيرو ميزوكي أقتبست من لوحة لهيكل عظمي عملاق من رسوم أوتاغاوا كونيوشي، وتحمل عنوان "الساحرة تاكياشا وروح الهيكل العظمي العملاق [الإنجليزية]". الرسمة نفسها لا تتعلق باليوكاي غاشادوكورو نفسه إنما هي تصور مشهداً تستدعي فيه «الاميرة تاكِياشا ابنة تايرا نو ماساكادو»، هيكل عظمي لمهاجمة الساموراي «أويا تارو ميتسوكوني»، على الرغم من أن أصل تلك القصة يذكر إستدعاء هياكل عظمية كثيرة متعددة بالحجم الطبيعي للإنسان، إلا أن الرسام كونيوشي صورها بشكل هيكل عظمي عملاق واحد.

## قصص أخرى مشابهة
في مدخل قصة غاشادوكورو من كتاب ميزوكي، تم تقديم قصة ذكرت في وثائق نيهون ريويكي [الإنجليزية] تحكي عن رجل في مقاطعة بينغو (محافظة هيروشيما) أثناء عمله في حقل ليلاً سمع صوت أنين غريب يقول «عيني تؤلمني»، ليجد هيكلاً عظميًا نما في عينه برعم خيزران، فيزيل هذا النبات ويقدم طعام من الأرُز للهيكل العظمي، والذي بدوره يحكي عن قصة مقتله وتاريخه الشخصي، ثم يكافئ الرجل على لطفه معه، هذه الحكاية إختلطت كثيراً مع قصة غاشادوكورو، لكن لا توجد علاقة بينهما في الواقع، أما قصة غاشادوكورو فتطورت لشكلها الحالي في النصف الثاني من القرن العشرين.